# Biophytum ferrugineum
Biophytum ferrugineum är en harsyreväxtart som beskrevs av Henry Hurd Rusby. Biophytum ferrugineum ingår i släktet Biophytum och familjen harsyreväxter. Inga underarter finns listade i Catalogue of Life.